# Tytte Johnsson
Tytte Annelli Johnsson, född 19 maj 1955 i Stockholm, är en svensk skådespelare.

## Biografi
Johnsson är utbildad vid Skara Skolscen 1974–1975 och Statens scenskola i Malmö 1975–1978. Hon tillhör den fasta ensemblen vid Uppsala Stadsteater. Hon filmdebuterade 1979 i Gun Jönssons I frid och värdighet.

## Filmografi
- 1979 – I frid och värdighet
- 1979 – Våning för 4 (TV-serie)
- 1996–2001 – Skilda världar (TV-serie)
- 1998 – S:t Mikael (TV-serie)
- 1998 – Beck – Vita nätter
- 2003 – Avstigning för samtliga
- 2012 – Offerrollsretorik

## Teater

### Roller (ej komplett)
| År   | Roll               | Produktion                                                                 | Regi                     | Teater                           |
| ---- | ------------------ | -------------------------------------------------------------------------- | ------------------------ | -------------------------------- |
| 1980 | Aricia             | Till Fedra Per Olov Enquist                                                | Gun Jönsson              | Norrköping-Linköping stadsteater |
| 1993 | Mamman             | Sagan om bortbytingen Selma Lagerlöf                                       | Finn Poulsen             | Uppsala stadsteater              |
| 2002 |                    | Vitblomma Karin Boldemann                                                  | Olle Pettersson          | Stockholms stadsteater           |
| 2011 |                    | Elake Måns Dennis Magnusson                                                | Dennis Sandin            | Uppsala stadsteater              |
| 2011 |                    | Låt den rätte komma in Jakob Hultcrantz Hansson                            | Jakob Hultcrantz Hansson | Uppsala stadsteater              |
| 2011 |                    | Tolvskillingsoperan (Die Dreigroschenoper) Bertolt Brecht och Kurt Weill   | Dennis Sandin            | Uppsala stadsteater              |
| 2013 |                    | Tre systrar (Три сeстры, Tri sestry) Anton Tjechov                         | Dennis Sandin            | Uppsala stadsteater              |
| 2015 | Wanja Lundby-Wedin | Partiledaren som klev in i kylan Daniel Suhonen                            | Dennis Sandin            | Uppsala Stadsteater              |
| 2015 |                    | Ordets makt Ola Larsmo, Martin Lindberg, Åsa Lindholm och Lucia Cajchanova | Linus Tunström           | Uppsala stadsteater              |
| 2016 |                    | Att göra en Tartuffe Dennis Magnusson                                      | Dennis Sandin            | Uppsala stadsteater              |
| 2016 |                    | Den goda människan i Sezuan (Der gute Mensch von Sezuan) Bertolt Brecht    | Sunil Munshi             | Uppsala stadsteater              |
| 2017 |                    | Som i en dröm                                                              | Birgitta Egerbladh       | Uppsala stadsteater              |
| 2018 |                    | Idlaflickorna Kristina Lugn                                                | Hedvig Claesson          | Uppsala stadsteater              |
| 2019 | Amos Calloway      | Big Fish John August och Andrew Lippa                                      | Ronny Danielsson         | Uppsala Stadsteater              |
| 2019 | Sofia              | Bröderna Lejonhjärta Astrid Lindgren                                       | Ronny Danielsson         | Uppsala stadsteater              |
| 2022 |                    | Älskad, saknad Malin Lagerlöf                                              | Carl Johan Karlson       | Uppsala stadsteater              |